# Hrvatski Jandrof
| Hrvatski Jandrof    | Hrvatski Jandrof     |
| ------------------- | -------------------- |
| Hrvatski Jandrof    |                      |
| Grb                 | Karta                |
|                     |                      |
| Opći podaci         |                      |
| Kraj:               | Bratislavský         |
| Okrug:              | Bratislava V         |
| Regija:             | Bratislava i okolica |
| Nadmorska visina:   | 134-136 m            |
| Površina:           | 21,4 km²             |
| Stanovništvo:       | 1227 (2005.)         |
| Gustoća:            | stan./km2            |
| Statistički kôd:    |                      |
| Registarska oznaka: | BA                   |
| Poštanski broj:     | 851 10               |
| Pozivni broj:       | 02                   |
| Stranica:           | www.jarovcemu.sk     |
| Načelnik:           | Pavel Škodler        |

Hrvatski Jandrof (slovački: Jarovce, njemački: Kroatisch-Jahrndorf, mađarski: Horvátjárfalu) je gradska četvrt u Bratislavi.
Ovo selo je prvi put spomenuto 1208. pod imenom Ban. Za vrijeme provale Turaka, mnogi Hrvati su se u 16. stoljeću doselili u ovo mjesto. Mjesto je svoje ime dobilo zbog obližnjeg Njemačkog Jandrofa u Austriji (Deutsch-Jahrndorf). Ovo je područje zajedno s obližnjim selima Rosvar (Rusovce) i Čunovo spadalo pod Mađarsku sve do 1947. godine. Mjesto je službeno postalo dio Bratislave 1. siječnja 1972.

## Stanovništvo
Hrvati su i danas značajna zajednica u ovom mjestu. Početkom 20. stoljeća stanovništvo sela su činili 80 % Hrvati, 17 % Nijemci, a ostatak su bili Mađari. Nakon što je ovo područje nakon Pariške mirovne konferencije 1947. pripalo Čehoslovačkoj, stanovništvo je postupno asimilirano.
Prema popisu stanovništva iz 2001., 20,4 % stanovništva deklarira se kao Hrvati, dok ostatak čine većinom Slovaci. Ovo je jedina općina u Slovačkoj u kojoj Hrvati čine više od 20% stanovništva.

## Festival
Svake godine u Hrvatskome Jandrofu, Hrvatski akademski klub organizira festival Dani Mladine koji je 2009. godine organiziran po 36. put i traje od 4. do 6. rujna. Najveći je festival gradišćanskih Hrvata, na kojem sudjeluju i popularni hrvatski pjevači poput Jelene Rozge, Prljavoga Kazališta, Gustafa i drugih.

## Vanjske poveznice
- Dani Mladine